# Gaetano Gallino
Gaetano Gallino (Genova, 11 febbraio 1804 – Genova, 10 ottobre 1884) è stato un pittore italiano, ricordato per alcuni ritratti di Anita e Giuseppe Garibaldi.

## Biografia

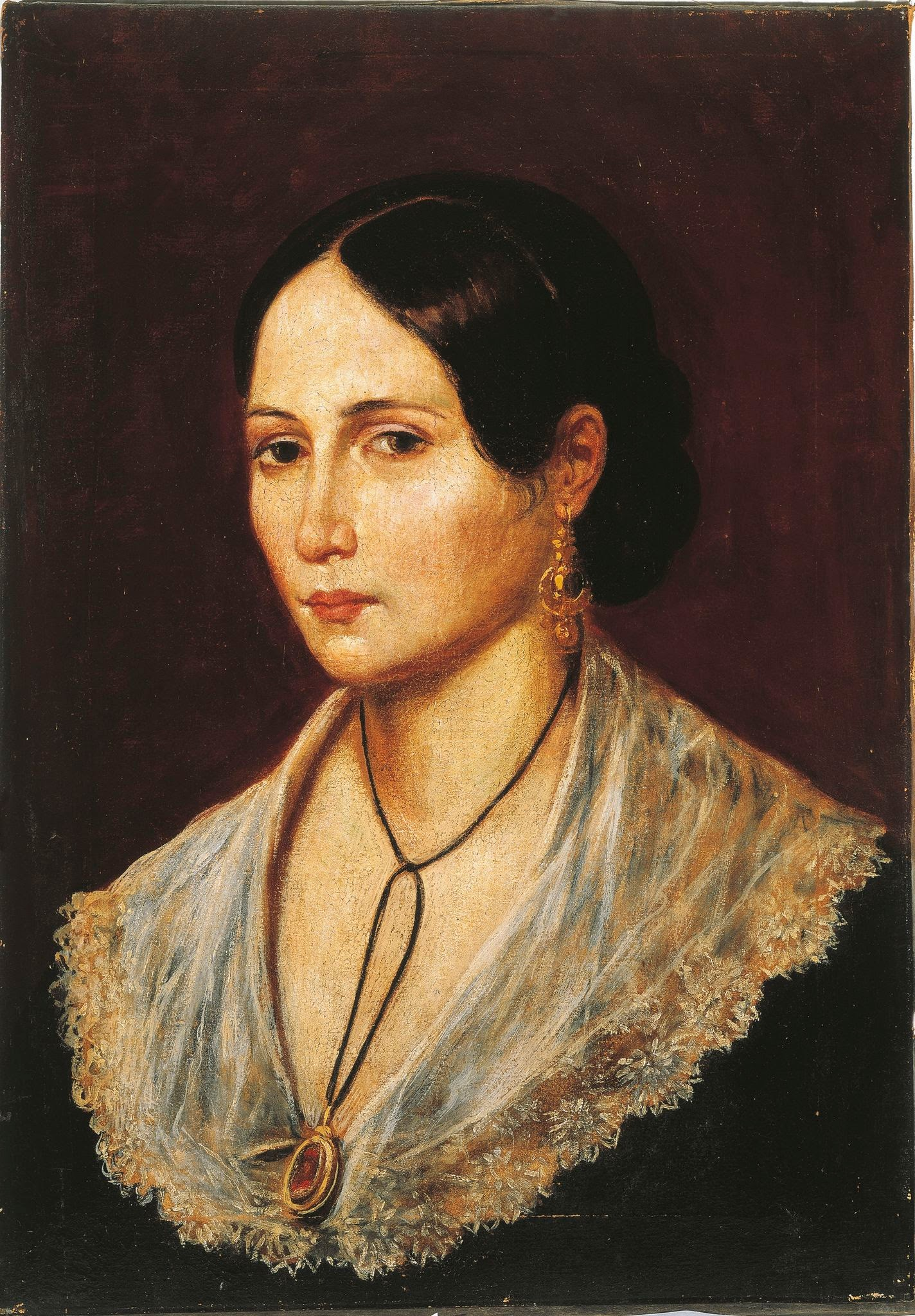
Anita Garibaldi ritratta da Gallino

Nato a Genova nel 1804, apprese le prime nozioni dell'arte nella bottega del pittore Santo Tagliafichi (o Tagliafico) e nella genovese Accademia ligustica di belle arti, ove frequentò i corsi di disegno.
Seguace di Mazzini, prese parte alle azioni promosse dalla Giovine Italia e, dopo il loro fallimento, forse nel 1833, fu costretto ad emigrare, rifugiandosi a Montevideo dove eseguì alcuni ritratti.
Nel 1836 partecipò alla fondazione della Giovane Italia uruguaiana e nel 1843, insieme con altri esuli della Legione italiana, prese parte ai combattimenti contro il Brasile in difesa della Repubblica dell'Uruguay. È attribuita a Gallino la celebre camicia rossa usata per la prima volta dai legionari italiani in quel conflitto e lo stesso emblema della Legione: un drappo nero con un vulcano in eruzione al centro.
In quel periodo conobbe Garibaldi, comandante della Legione ed esule egli stesso, che ritrasse più volte. Dipinse anche, nel 1845, una miniatura della moglie Anita. Il dipinto, conservato nel Museo del Risorgimento di Milano, secondo la testimonianza del figlio Ricciotti, sarebbe l'unica immagine della donna realizzata dal vivo. Oltre a quelli per la famiglia Garibaldi, esegui anche altri ritratti per i notabili locali, tra cui quello di José Rondeau, militare e politico argentino e director supremo delle Province Unite del Río de la Plata.
Rientrato in Italia nel 1848, nel 1850 divenne socio della Società ligure promotrice di belle arti e partecipò con i suoi lavori alle mostre promosse dall'associazione. Si recò nuovamente e per varie volte a Montevideo, ove rimase stabilmente nel periodo 1859-1864. A metà degli anni sessanta, infine, tornò definitivamente In Italia.
Pittore analitico ed essenziale, nei suoi ultimi anni s'interessò vivamente alle nuove tecniche fotografiche che si andavano affermando, così vicine al suo modo di ritrarre, fino a definirsi "pittore fotografo".
Morì ottantenne nella città natale nel 1884.

## Alcune opere di Gallino

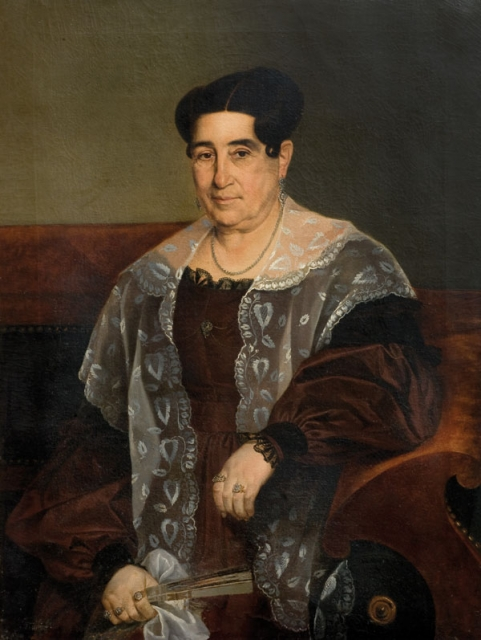
Doña Antonia Viana de Vargas
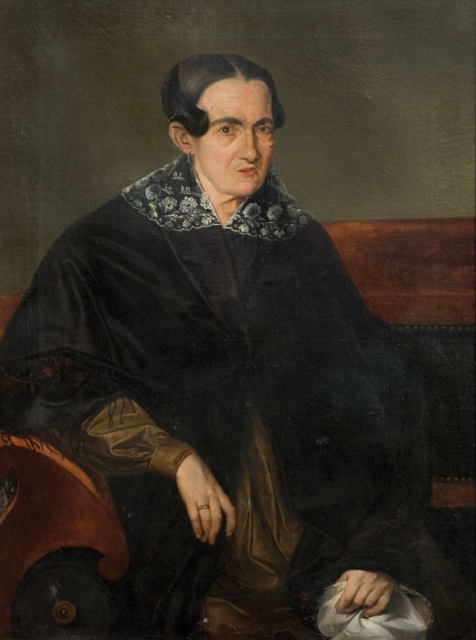
Doña Maria Wich de Garcia
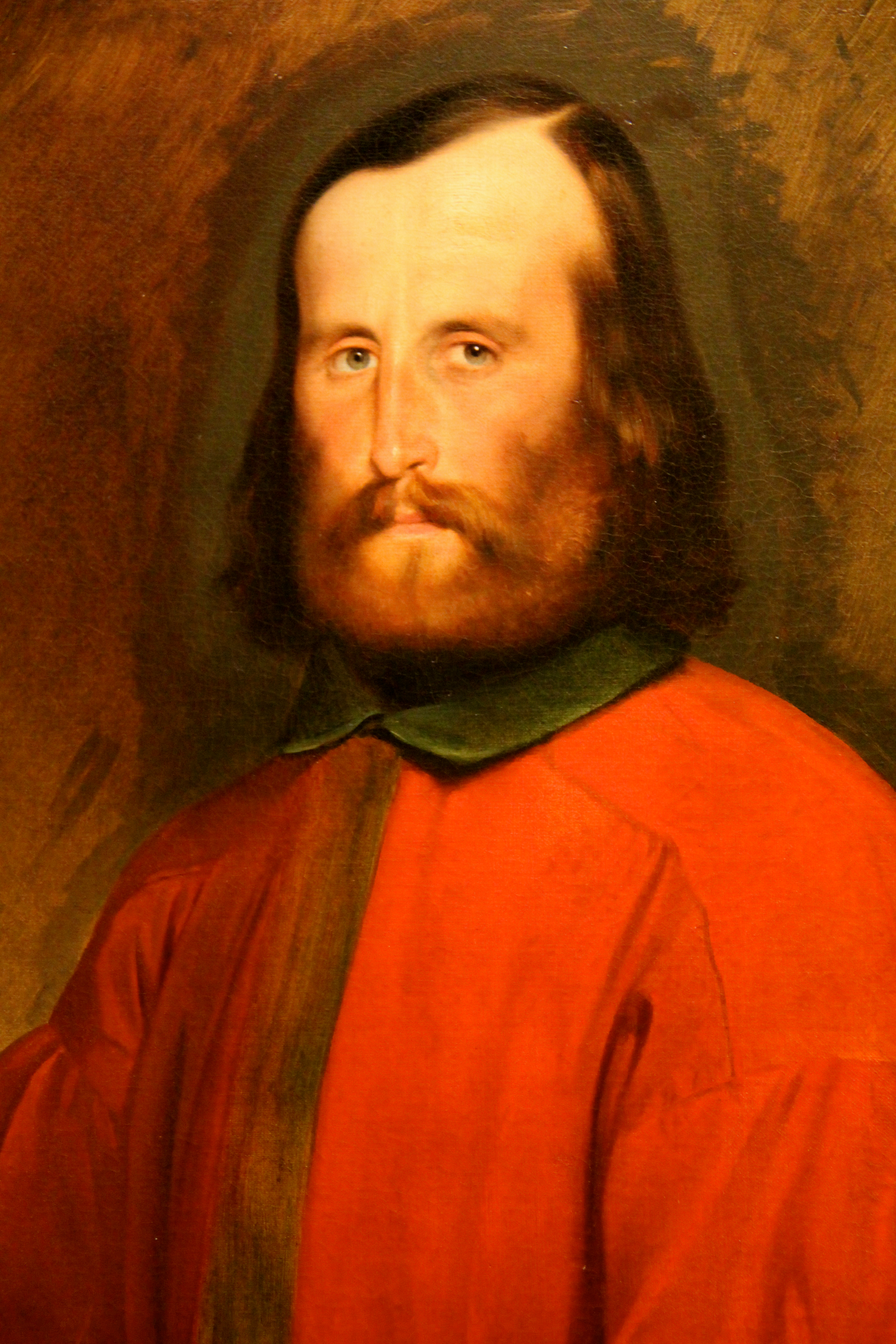
Giuseppe Garibaldi
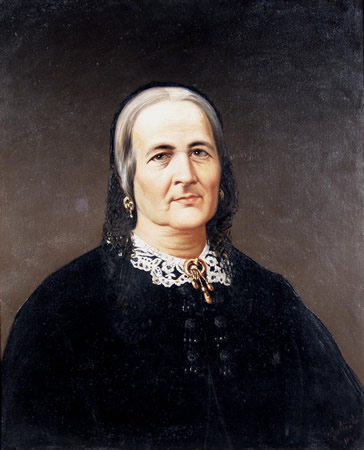
Ritratto di signora
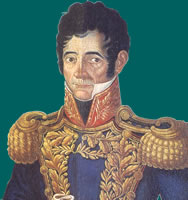
José Rondeau